# Модрице
Модрице (чеш. Modřice) град је у Чешкој Републици. Град се налази у управној јединици Јужноморавски крај, у оквиру којег припада округу Брно-околина.

## Становништво
Према подацима о броју становника из 2014. године град је имао 4.893 становника.